# 시노다촌 (와카야마현)
시노다촌(信太村)은 와카야마현 이토군에 있던 촌이다. 현재의 하시모토시 고야구치초에 해당한다.

## 역사
- 1889년 4월 1일 - 정촌제 시행에 의해 6촌의 구역을 가지고 성립하였다.
- 1955년 3월 31일 - 구 고야구치정 오고촌과 합병해 고야구치정이 성립하여, 동일 시노다촌은 폐지되었다.

## 참고문헌
- 角川日本地名大辞典 30 和歌山県